# 3a etapa del Tour de França de 2013
La 3a etapa del Tour de França de 2013 es disputà el dilluns 1 de juliol de 2013 sobre un recorregut de 145,5 km entre les viles corses d'Aiacciu i Calvi.
La victòria d'etapa fou per l'australià Simon Gerrans (Orica-GreenEDGE), que s'imposà a l'esprint a l'eslovac Peter Sagan (Cannondale) per poc més d'un tubular. Amb aquesta segona posició Sagan passà a encapçalar la classificació per punts, mentre que en la resta de classificacions no es produí cap canvi.

## Recorregut

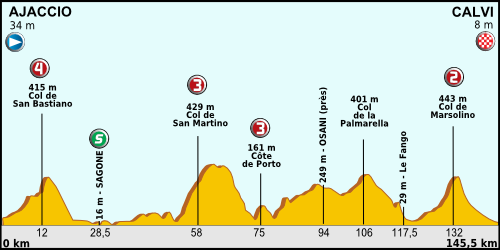
Recorregut de la 3a etapa

Darrera etapa per Còrsega de la present edició del Tour, amb un recorregut molt sinuós i trencacames, tot seguint la costa occidental de l'illa entre les viles Aiacciu i Calvi. Els ciclistes han de superar quatre dificultats muntanyoses durant el recorregut. Només de sortida es troben amb una cota de quarta categoria (km 12), per tot seguit afrontar l'esprint del dia a Sagone (km 28,5). A partir d'aquest punt s'enllacen dues cotes de tercera (km 58 i 75) i tot seguit l'ascensió fins a l'alt no puntuable de Palmarelaa (km 106). A manca de 13,5 km per a la finalització de l'etapa hi ha la darrera de les dificultats muntanyoses del dia, el coll de Marsolino, de segona categoria.

## Desenvolupament de l'etapa
Al quilòmetre 3 d'etapa es configurà l'escapada de l'endemà d'un atac protagonitzat per Lieuwe Westra (Vacansoleil-DCM), el qual va ser seguit per Cyril Gautier (Team Europcar), Alexis Vuillermoz (Sojasun), Sébastien Minard (AG2R La Mondiale) i Simon Clarke (Orica-GreenEDGE). Ràpidament obriren diferències respecte a un gran grup que controlà l'escapada i que no permeté que passés dels 4' 25" al km 17. Minard passà el primer per l'esprint de Sagone (km 28), amb 3' 20" sobre el líder, mentre Clarke anà passant en primera posició per les tres primeres cotes del dia. A poc a poc les diferències s'anaren retallant i a 21,5 km Clarke atacà. Tot i que Minard el seguí en un primer instant, acabà per marxar en solitari cap al cim del coll de Marsolino. Amb tot, l'aventura de Clarke s'acabà a poc de coronar, quan va ser capturat per Pierre Rolland (Team Europcar), el qual consolidà el lideratge en la classificació de la muntanya. Rolland va ser agafat a manca de 8 km per Sylvain Chavanel (Omega Pharma-Quick Step), Lars Petter Nordhaug (Belkin Pro Cycling Team) i Mikel Nieve (Euskaltel–Euskadi), però van ser neutralitzats a manca de 3 km. Un darrer intent d'escapada per part de Tom Dumoulin (Argos-Shimano), va ser el preludi de l'esprint, que va ser guanyat per Simon Gerrans (Orica-GreenEDGE) per davant de Peter Sagan (Cannondale). Jan Bakelants (RadioShack-Leopard) conservà el lideratge i Sagan aconseguí el mallot verd dels punts.

## Esprints
| Primer  | Sébastien Minard (FRA)   | 20 pts |
| Segon   | Lieuwe Westra (NED)      | 17 pts |
| Tercer  | Cyril Gautier (FRA)      | 15 pts |
| Quart   | Alexis Vuillermoz (FRA)  | 13 pts |
| Cinquè  | Simon Clarke (AUS)       | 11 pts |
| Sisè    | Marcel Kittel (GER)      | 10 pts |
| Setè    | André Greipel (GER)      | 9 pts  |
| Vuitè   | Mark Cavendish (GBR)     | 8 pts  |
| Novè    | Alexander Kristoff (NOR) | 7 pts  |
| Desè    | Peter Sagan (SVK)        | 6 pts  |
| Onzè    | Kris Boeckmans (BEL)     | 5 pts  |
| Dotzè   | Tom Veelers (NED)        | 4 pts  |
| Tretzè  | Fabio Sabatini (ITA)     | 3 pts  |
| Catorzè | Gregory Henderson (NZL)  | 2 pts  |
| Quinzè  | Maciej Bodnar (POL)      | 1 pt   |

| Primer  | Simon Gerrans (AUS)        | 30 pts |
| Segon   | Peter Sagan (SVK)          | 25 pts |
| Tercer  | José Joaquín Rojas (ESP)   | 22 pts |
| Quart   | Michał Kwiatkowski (POL)   | 19 pts |
| Cinquè  | Philippe Gilbert (BEL)     | 17 pts |
| Sisè    | Joan Antoni Flecha (CAT)   | 15 pts |
| Setè    | Francesco Gavazzi (ITA)    | 13 pts |
| Vuitè   | Maxime Bouet (FRA)         | 11 pts |
| Novè    | Julien Simon (FRA)         | 9 pts  |
| Desè    | Gorka Izagirre (ESP)       | 7pts   |
| Onzè    | Edvald Boasson Hagen (NOR) | 6 pts  |
| Dotzè   | Romain Bardet (FRA)        | 5 pts  |
| Tretzè  | Cadel Evans (AUS)          | 4 pts  |
| Catorzè | Serguei Lagutin (UZB)      | 3 pts  |
| Quinzè  | Elia Favilli (ITA)         | 2 pt   |

## Cotes
| Primer | Simon Clarke (AUS) | 1 pt |

| Primer | Simon Clarke (AUS)      | 2 pts |
| Segon  | Alexis Vuillermoz (FRA) | 1 pt  |

| Primer | Simon Clarke (AUS)      | 2 pts |
| Segon  | Alexis Vuillermoz (FRA) | 1 pt  |

| Primer | Pierre Rolland (FRA)        | 5 pts |
| Segon  | Mikel Nieve (ESP)           | 3 pts |
| Tercer | Lars Petter Nordhaug (NOR)  | 2 pts |
| Quart  | Jurgen van den Broeck (BEL) | 1 pt  |

## Classificació de l'etapa
|    | Ciclista                 | Equip                   | Temps      |
| -- | ------------------------ | ----------------------- | ---------- |
| 1  | Simon Gerrans (AUS)      | Orica-GreenEDGE         | 3h 41' 24" |
| 2  | Peter Sagan (SVK)        | Cannondale              | m. t.      |
| 3  | José Joaquín Rojas (ESP) | Movistar Team           | m. t.      |
| 4  | Michał Kwiatkowski (POL) | Omega Pharma-Quick Step | m. t.      |
| 5  | Philippe Gilbert (BEL)   | BMC Racing Team         | m. t.      |
| 6  | Joan Antoni Flecha (CAT) | Vacansoleil-DCM         | m. t.      |
| 7  | Francesco Gavazzi (ITA)  | Astana Qazaqstan Team   | m. t.      |
| 8  | Maxime Bouet (FRA)       | AG2R La Mondiale        | m. t.      |
| 9  | Julien Simon (FRA)       | Sojasun                 | m. t.      |
| 10 | Gorka Izagirre (ESP)     | Euskaltel–Euskadi       | m. t.      |

## Classificació general
|    | Ciclista                   | Equip                   | Temps       |
| -- | -------------------------- | ----------------------- | ----------- |
| 1  | Jan Bakelants (BEL)        | RadioShack-Leopard      | 12h 21' 27" |
| 2  | Julien Simon (FRA)         | Sojasun                 | + 1"        |
| 3  | Simon Gerrans (AUS)        | Orica-GreenEDGE         | + 1"        |
| 4  | Michał Kwiatkowski (POL)   | Omega Pharma-Quick Step | + 1"        |
| 5  | Edvald Boasson Hagen (NOR) | Team Sky                | + 1"        |
| 6  | Daryl Impey (RSA)          | Orica-GreenEDGE         | + 1"        |
| 7  | David Millar (GBR)         | Garmin-Sharp            | + 1"        |
| 8  | Serguei Lagutin (UZB)      | Vacansoleil-DCM         | + 1"        |
| 9  | Cadel Evans (AUS)          | BMC Racing Team         | + 1"        |
| 10 | Romain Bardet (FRA)        | AG2R La Mondiale        | + 1"        |

## Classificacions annexes
|    | Ciclista                 | Equip         | Punts  |
| -- | ------------------------ | ------------- | ------ |
| 1r | Peter Sagan (SVK)        | Cannondale    | 74 pts |
| 2n | Marcel Kittel (GER)      | Argos-Shimano | 57 pts |
| 3r | Alexander Kristoff (NOR) | Team Katusha  | 48 pts |

|    | Ciclista             | Equip            | Punts  |
| -- | -------------------- | ---------------- | ------ |
| 1r | Pierre Rolland (FRA) | Team Europcar    | 10 pts |
| 2n | Simon Clarke (AUS)   | Orica-GreenEDGE  | 5 pts  |
| 3r | Blel Kadri (FRA)     | AG2R La Mondiale | 5 pts  |

|    | Ciclista                 | Equip                   | Temps       |
| -- | ------------------------ | ----------------------- | ----------- |
| 1r | Michał Kwiatkowski (POL) | Omega Pharma-Quick Step | 12h 21' 28" |
| 2n | Romain Bardet (FRA)      | AG2R La Mondiale        | m. t.       |
| 3r | Peter Sagan (SVK)        | Cannondale              | m. t.       |

|    | Equip              | Temps       |
| -- | ------------------ | ----------- |
| 1r | RadioShack-Leopard | 37h 04' 23" |
| 2n | BMC Racing Team    | + 1"        |
| 3r | Vacansoleil-DCM    | + 1"        |

## Abandonaments
- Andrei Kàixetxkin (KAZ) (Astana Qazaqstan Team).[2]
- Yoann Bagot (FRA) (Cofidis).[6]